# 杜建国抗议世行事件
杜建国抗议世行事件是2012年2月28日北京世界银行记者会上，自称“独立学者”的杜建国在会场愤怒地打断了世界银行行长罗伯特·佐利克的发言，并作出针对《世行报告》（世行联合国务院发展研究中心发布了名为《2030年的中国：建设现代、和谐、有创造力的高收入社会》的报告）的严厉指控，同时当场派发他的文章《世界银行，带上你的毒药滚回美国去》这一突发事件。

## 背景
2012年2月6日至10日，国务院总理温家宝在中南海主持召开五次座谈会，表示要推进垄断行业改革，深化落实“新36条”（《国务院关于鼓励和引导民间投资健康发展的若干意见》国发〔2010〕13号文件）其改革对象直指国有企业尤其是中国中央企业。面对压力，国资委组织30多家媒体走进包括中国建材集团、华能集团等央企，旨在增进公众对央企的理解。国资委称国企在科技创新上发挥着重要作用，很多人对国企看法片面，将推动所有央企今年发布社会责任报告。

## 经过
2月28日上午10点，北京国贸世行会议室，众多记者就座。世界银行行长佐利克将就《世行报告》发表演讲、回答提问。这时会议室主席台左侧一位穿西装的人（杜建国）快步走到主席台前，手拿稿子振臂高呼“世界银行的报告就是对中国的一剂毒药！中国的国有企业也不能私有化！”引发一阵骚动，然后他向在座人士分发文章《世界银行，带上你的毒药滚回美国去》。不过不到一分钟，杜建国即被保安带出会场，现场恢复秩序。随后佐利克称，过去经常处理这样的抗议和抱怨。他希望将这种建议提出时，换一种可以接受的方式，同时认为，好的报告肯定会引起争议，希望引起更多的讨论。

## 各方反应
杜建国
事件发生后，杜建国接受了记者采访，他首先向佐利克本人道歉因为打断他的话，同时指出自己说的都是有道理的，并没有什么过于情绪性的东西。并认为整个舆论对待国企都很不公正，真正政策性垄断企业并不多，很多国企的优势地位都是靠几十年连续的科技投入，少数人眼红国企搞得好，想把国企给分了。而近三十多年来世行一直在向全世界宣扬的教条让世界经济越来越糟，如今又向中国推销，实在是包藏祸心把中国往火坑里推。
佐利克
佐利克笑称自己对抗议已经司空见惯，并称改革的主动权在中国政府手中，建议中国继续推进市场化改革，如：国有企业可以相对减少，对GDP比例应可逐步下调，并且加强财政体系建设，改善财政可持续性，为所有人提供均等机会和社会保障。
刘世锦
面对《世行报告》受到的激烈争议，刘世锦认为有些媒体或个人对报告的内容有些歪曲，《报告》不会有大的修改。
其他专家
清华大学中国与世界经济研究中心研究员袁钢明、中国社会科学院经济研究所博士后李长安认为杜建国的行为有些过激，他不懂世行报告也没有做过深入研究。
著名时政评论员秋风支持杜建国的看法，他认为权贵体制下的私有化必然是权贵私有化，国有企业可以兼容于市场体制。三农专家李昌平认为中国应该有更多的杜建国。。
网友
不少网友赞同杜建国的观点，认为“大型国企和银行完全没必要像西方一样私有化，这根本是一条错误的道路！是西方实践并且失败了的路，中国应该有一条自己的可持续发展的强大之路”，但也有认同世行报告的，中国国企大多依靠垄断地位赚钱，应还富于民。中立者则认为世行报告的四点建议，即国企更加商业化、银行利率自由化、降低私营企业准入壁垒、改善城乡收入差距应该是改革方向，但私有化的过程是值得警惕的。

## 抗议信
|                                                    | （世行报告给中国开出的）第二个药方是将国有企业私有化。中国的国有企业现在运转得很好，主要靠的是自身的努力和竞争优势，而不是政府的优惠和垄断地位，同时，中国国有企业员工的待遇也要稍好于私有企业。因此，没有理由将国有企业私有化。国有企业私有化，一方面将打断中国整体经济迅速壮大的势头，一方面将让少数人一夜暴富，把原本属于全体人民的财产据为己有，同时还将导致大量工人失业下岗……中国国有企业的改革方向绝不是私有化，而只能是加强监管，让利润在最大程度上惠及全民，同时提高基层员工的收入，缩小企业内部的收入差距。 报告开出的第三个药方是降低私营企业的准入壁垒，同时要求国有企业上缴更多的税金和利润，以减少私有企业在社会支出方面的负担。这纯粹是在刻意挑拨国有企业和私有企业之间的矛盾。中国经济的绝大多数领域，并不存在所谓的“壁垒”，私有企业也并不敌视国有企业。有些领域国有企业占据优势，那纯粹是因为国有企业表现优异，而不是不许私有企业进入。像航空领域和高速列车领域，私人企业表现平平，那主要是它们缺乏技术积累的缘故。中国的私有企业长期以来就享有事实上的税收优惠，这一点对比一下国有企业与私有企业各自缴纳的税收金额，就可以一清二楚。偏袒私企、减免税收，一方面会破坏市场平等竞争的原则，危害企业创新精神，另一方面会像美国那样造成两极分化。世界银行这是在让中国重蹈美国的覆辙。 世界银行以及佐利克，你们把在西方和其他发展中国家已经试验失败的毒药拿来中国推销，你们这是诚心在破坏中国的经济，是企图假借深化改革的名义让少数中国人和华尔街来掠夺中国人民。投毒者和骗子们，滚回美国去！ |
| ——《世界银行，带上你的毒药滚回美国去》（节选部分） | |

## 对杜建国的争议
杜建国抗议事件发生后立即成为媒体的焦点，有人指责他“为既得利益集团服务”，对此杜建国本人给予了回应：独立学者的称谓是因为他的研究从来没有依靠过和受影响于任何人和任何机构的支持，并称很多名流在网上为钱说话，有些甚至还是拿了钱的，却没被骂成为利益集团服务，唯独他给国企辩护了几句，就被扣上了一顶帽子。而对“杜建国是在炒作自己”，他解释道世行是一群有权势的骗子，他实在忍受不了才导致抗议一幕的发生。